# Álvaro Alfredo Magaña Borja
Álvaro Alfredo Magaña Borja (* 8. Oktober 1925 in Ahuachapán; † 10. Juni 2001 in San Salvador) war vom 2. Mai 1982 bis zum 1. Juni 1984 Interimspräsident von El Salvador.

## Biografie
Álvaro Magaña studierte und habilitierte an der Universidad de El Salvador (UES) zum Dr. jur. soz. Er studierte zum MA in Wirtschaft an der University of Chicago  und ein Zweitstudium über  Wirtschaft und Finanzen an der Università degli studi di Roma.
Magaña war von 1960 bis 1961 Unterstaatssekretär im Finanzministerium; von 1961 bis 1965 beigeordneter Direktor der Abteilung für Wirtschaftsangelegenheiten der (OEA); von 1961 bis 1965 geschäftsführender Direktor des gemeinsamen Steuerprogrammes der OEA/BID/CEPAL; von 1965 bis 1982 Präsident der staatseigenen Banco Hipotecario de El Salvador; von 1976 bis 1982 Direktor der Zentralbank von El Salvador; von 1972 bis 1977 und von  1980 bis 1982 Mitglied des Zentralbankrates.
Magaña wurde von der durch die ARENA dominierten verfassungsgebenden Versammlung zum Interimspräsidenten bestimmt. Da die US-Regierung eine Präsidentschaft von Roberto D’Aubuisson Arrieta, wegen dessen Rolle bei den Todesschwadronen nicht anerkannt hätte, wurde Magaña von D’Aubuisson, welcher Präsident der verfassungsgebenden Versammlung war, eingeschworen. Magaña regierte mit rechter Tendenz. Seine Interimsregierung bereitete die Präsidentschaftswahlen von 1984 vor.
Nachdem er Staatspräsident war, widmete er sich der Forschung und veröffentlichte in Büchern und Fachzeitschriften über Verfassungs-, Steuerrecht und verwandte Themen.

## Veröffentlichungen
- Derecho Constitucional Tributario: El Principio de Legalidad 1993
- Derecho Constitucional Presupuestario Salvadoreño 1996
- Consideraciones sobre la Constitución Salvadoreña 1996
- Derechos Fundamentales y Constitución 1997
- La Constitucionalización del Principio de Reserva de Ley Tributaria en El Salvador 1997